# Alizberg
Alizberg (fränkisch: „Uledsberch“, früher auch Alitzberg geschrieben) ist ein Gemeindeteil der Stadt Langenzenn im Landkreis Fürth (Mittelfranken, Bayern). Alizberg liegt in der Gemarkung Langenzenn.

## Geographie
Der Weiler liegt in Hanglage nördlich der Zenn. Im Westen befindet sich das Tieftal, im Nordosten das Waldgebiet Hart. Zwei Ortsstraßen führen nach Langenzenn: Der Tieftalweg führt zur Kreisstraße FÜ 11 (1 km südwestlich) und der Wasenmühlweg führt zur Kreisstraße FÜ 17 (0,9 km südlich).

## Geschichte
Um 1370 wurde in einer Urkunde erwähnt, dass es eine „Hub am Alersberg“ gab. 1535 wurde der Ort als „Aletzbergkh“ erwähnt, 1540 als „Alizberg“. Der Ortsname leitet sich von einem gleichlautenden Flurnamen ab, dessen Bestimmungswort das althochdeutsche „albari“ (=Erle) ist.
Gegen Ende des 18. Jahrhunderts gehörte Alizberg zur Realgemeinde Langenzenn. Es gab ein Anwesen. Das Hochgericht übte das brandenburg-ansbachische Stadtvogteiamt Langenzenn aus. Der Hof hatte das brandenburg-ansbachische Kastenamt Cadolzburg als Grundherrn.
Im Rahmen des Gemeindeedikts wurde Alizberg dem 1808 gebildeten Steuerdistrikt Langenzenn und der im selben Jahr gebildeten Munizipalgemeinde Langenzenn zugeordnet.

## Einwohnerentwicklung
| Jahr      | 001818 | 001840 | 001861 | 001871 | 001885 | 001900 | 001925 | 001950 | 001961 | 001970 | 001987 |
| Einwohner | *      | 11     | 11     | 14     | 7      | 6      | 10     | 27     | 39     | 40     | 30     |
| Häuser    | *      | 2      |        |        | 2      | 2      | 1      | 3      | 8      |        | 9      |
| Quelle    | [ 8 ]  | [ 3 ]  | [ 11 ] | [ 12 ] | [ 13 ] | [ 14 ] | [ 15 ] | [ 16 ] | [ 17 ] | [ 18 ] | [ 1 ]  |

## Religion
Der Ort ist seit der Reformation evangelisch-lutherisch geprägt und bis heute in die Trinitatiskirche (Langenzenn) gepfarrt. Die Einwohner römisch-katholischer Konfession waren ursprünglich nach St. Michael (Wilhermsdorf) gepfarrt, heute ist die Pfarrei St. Marien (Langenzenn) zuständig.